# La tienda en casa
La tienda en casa és un canal de televisió espanyol dedicat a la comunicació comercial, és a dir, a la venda de productes i serveis comunament denominats telebotiga. El canal emet a través de diverses cadenes de televisió en obert de manera parcial, com la TDT.

## Televisió en obert
- Tienda en Veo, pertanyent al grup Unidad Editorial, va emetre el senyal de La tienda en casa des del 15 de desembre de 2006 fins al 21 de desembre de 2010.
- Cincoshop, pertanyent al grup Mediaset España, va emetre el senyal de La tienda en casa des del 1r de gener de 2008 fins al 30 de setembre de 2010.
- Promo, pertanyent al grup Prisa TV, va emetre el senyal de La tienda en casa des de l'any 2008 fins al 1r de juny de 2009. Aquell mateix dia, va cedir el seu espai a Canal Club, operat per Mediaset España en TDT i per Prisa TV en Canal+.
- Canal Club, pertanyent al grup Prisa TV, va emetre el senyal de La tienda en casa des del mes de setembre de 2007 fins al 1r dia d'abril de 2011 en Televisió Digital Terrestre. El 1r de gener de 2011, va deixar d'emetre a través del dial 88 de Canal+. però va continuar emetent a través del seu senyal en TDT. Finalment, les seves emissions van cessar el 1r d'abril del mateix any i va ser substituït pel canal La tienda en casa, de similars continguts. El 1r de juliol de 2011, el canal va tornar a l'oferta de Canal+.
- La tienda en casa, pertanyent al grup Mediaset España, va substituir en TDT a Canal Club el 1r dia d'abril de 2011. El canal va continuar les seves emissions fins al 31 de desembre de 2012, quan va ser substituït per Nueve, el canal de Mediaset Espanya destinat al públic femení convencional.
- La tienda en casa, pertanyent al grup Vocento, va substituir a La 10 el 1r de gener de 2012 de manera provisional. El canal va cessar les seves emissions en aquest senyal el 22 de març de 2012 per a deixar pas a les de Paramount Channel. Així i tot, La Botiga a casa va continuar emetent-se a través del senyal de Mediaset Espanya fins a desembre de 2012.[1][2]
- Tienda, pertanyent al grup Unidad Editorial, va substituir provisionalment a Marca TV entre el 1r d'agost de 2013 i el 6 de maig de 2014, dia en què es va resoldre la suspensió de les llicències de TDT ratificada pel Tribunal Suprem d'Espanya.[3]
- LTC, pertanyent al grup Vocento, va substituir provisionalment a Intereconomía entre el 14 de febrer i el 5 de maig de 2014, un dia abans que es resolgués la suspensió de les llicències de TDT ratificada pel Tribunal Suprem d'Espanya. Després del seu tancament, Paramount Channel va passar a emetre a través d'aquesta freqüència per a aconseguir una major cobertura.
- El programa de La tienda en casa emetia la seva programació de matinada a través de diverses cadenes de televisió en obert del grup Mediaset España.

NOTA: Al mes de setembre de 2010, el Ministeri d'Indústria va exigir a Gestevisión Telecinco el tancament immediat de Cincoshop, ja que va considerar que aquests grups estaven vulnerant el límit de quatre emissions simultànies que recull la Llei General de la Comunicació Audiovisual. En canvi el Ministeri no va sol·licitar a Veo Televisió S.A. i Sogecable el tancament dels seus canals Tienda en Veo i Canal Club, respectivament, pel fet que estaven usant només quatre canals, comptant el canal de telebotiga. Tienda en VEO va tancar al desembre, a causa de la creació de 13 TV i Canal Club va cessar el 1r d'abril del mateix any i va ser substituït pel canal La tienda en casa, de similars continguts, que finalment va cessar el 31 de desembre de 2012, quan va ser substituït per Nueve, el canal de Mediaset España.

## A l'estranger
A Portugal, aquest model també existeix "A Loja em Casa", però es transmet en forma de publicitat en els canals públics i privats generalistes.